# Rozalia Lubomirska
Rozalia Lubomirska, död 1794, var en adlig polsk magnat. 
Hon avrättades under Skräckväldet dömd för monarkistisk konspiration. Hennes död väckte stort uppseende, och hon tillhör de mer kända bland de personer som avrättades under franska revolutionen. 
Hennes skuld ifrågasattes allmänt, och påverkade opinionen mot franska revolutionen i Polen, där revolutionen länge varit populär bland den republikanska adeln. 